# دیر حسان
دیر حسان (به عربی: دیر حسان) یک روستا در سوریه است که در ناحیه الدانا واقع شده‌است. دیر حسان ۱٬۸۷۵ نفر جمعیت دارد.